# Kloster Rebdorf

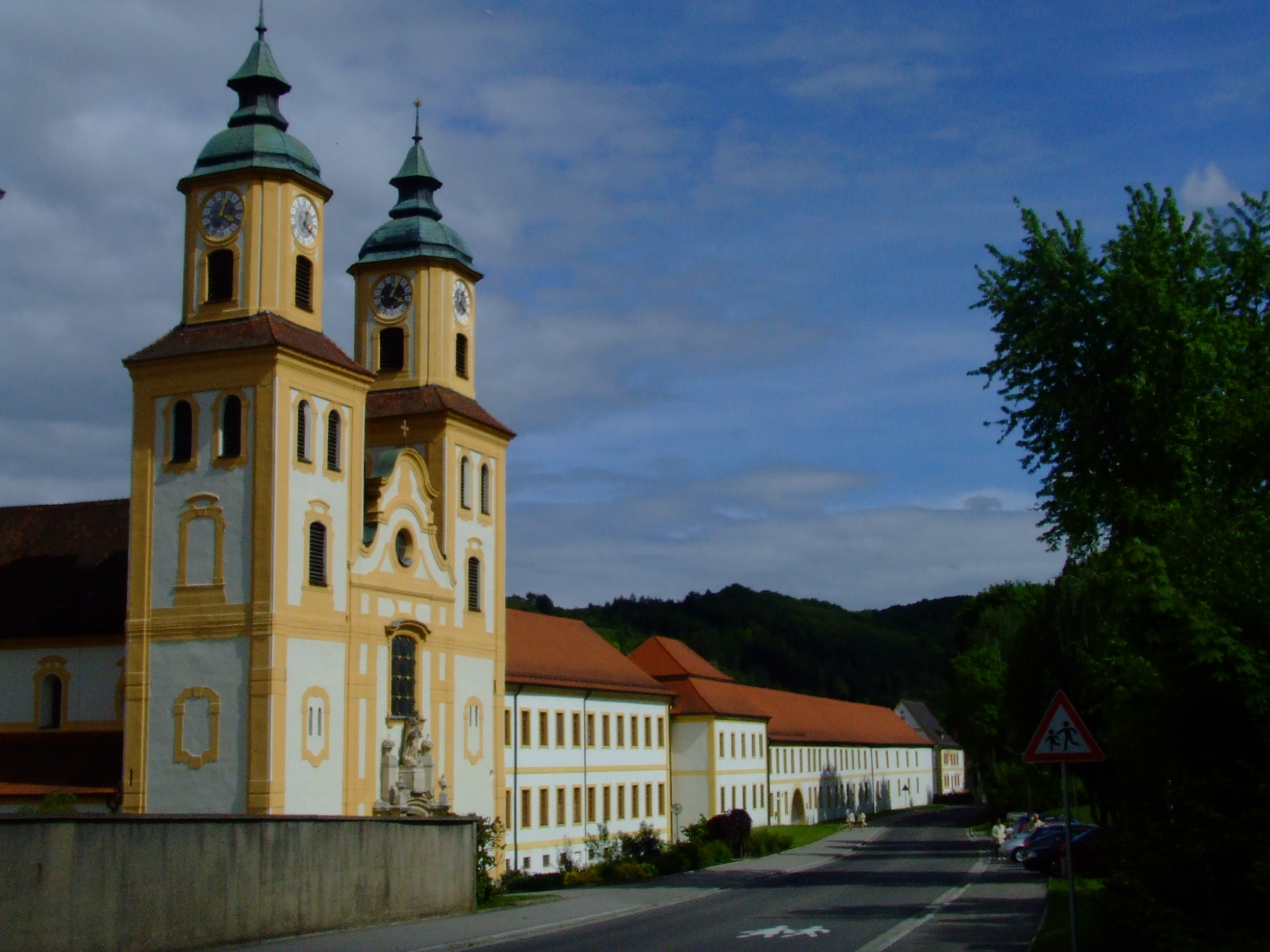
Ehemalige Klosterkirche „St. Johannes der Täufer“ mit Klosterfasade von Westen

Das Kloster Rebdorf ist ein ehemaliges Augustiner-Chorherren-Stift in Eichstätt in der bayerischen Diözese Eichstätt.

## Geschichte

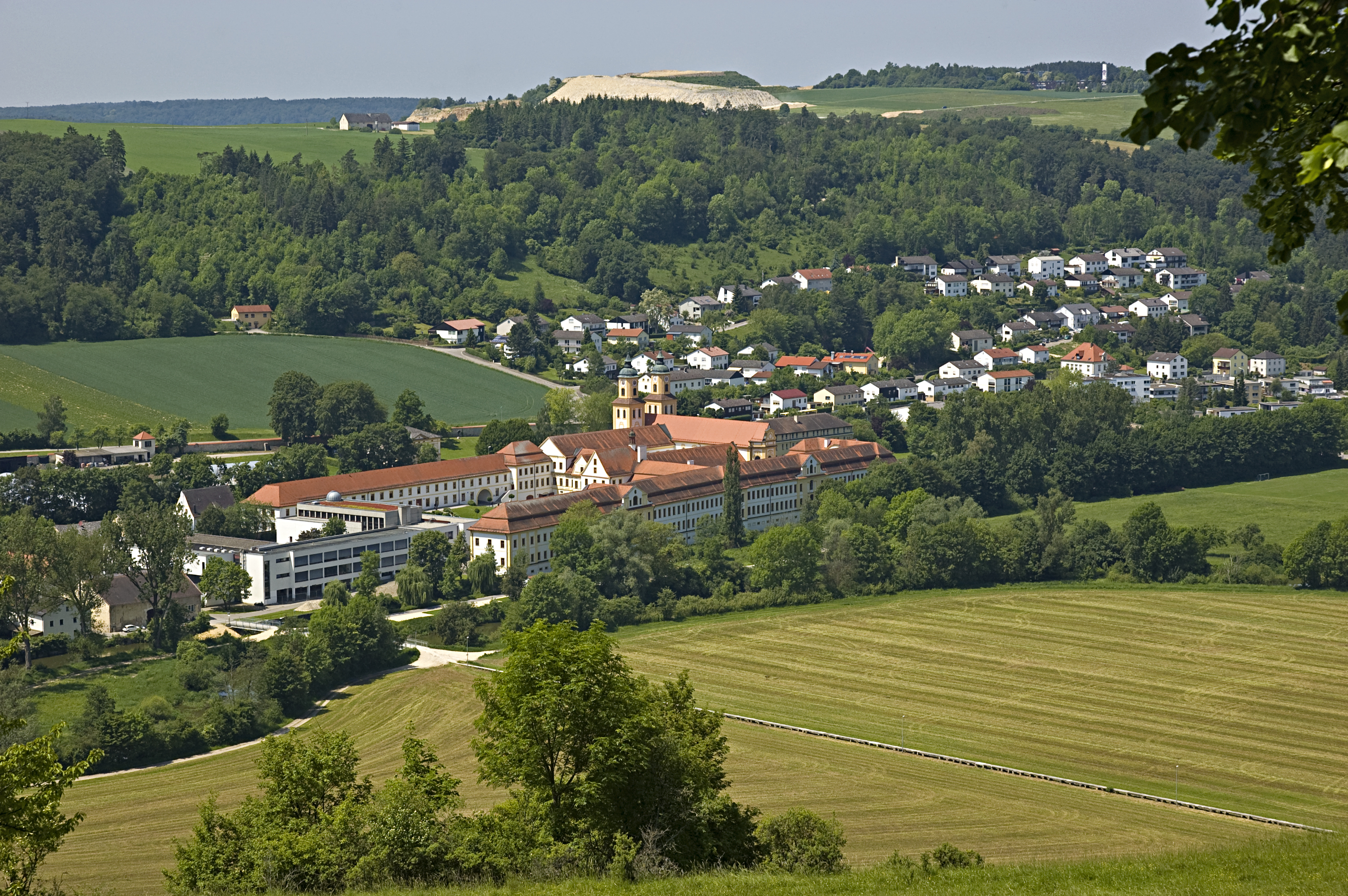
Kloster Rebdorf

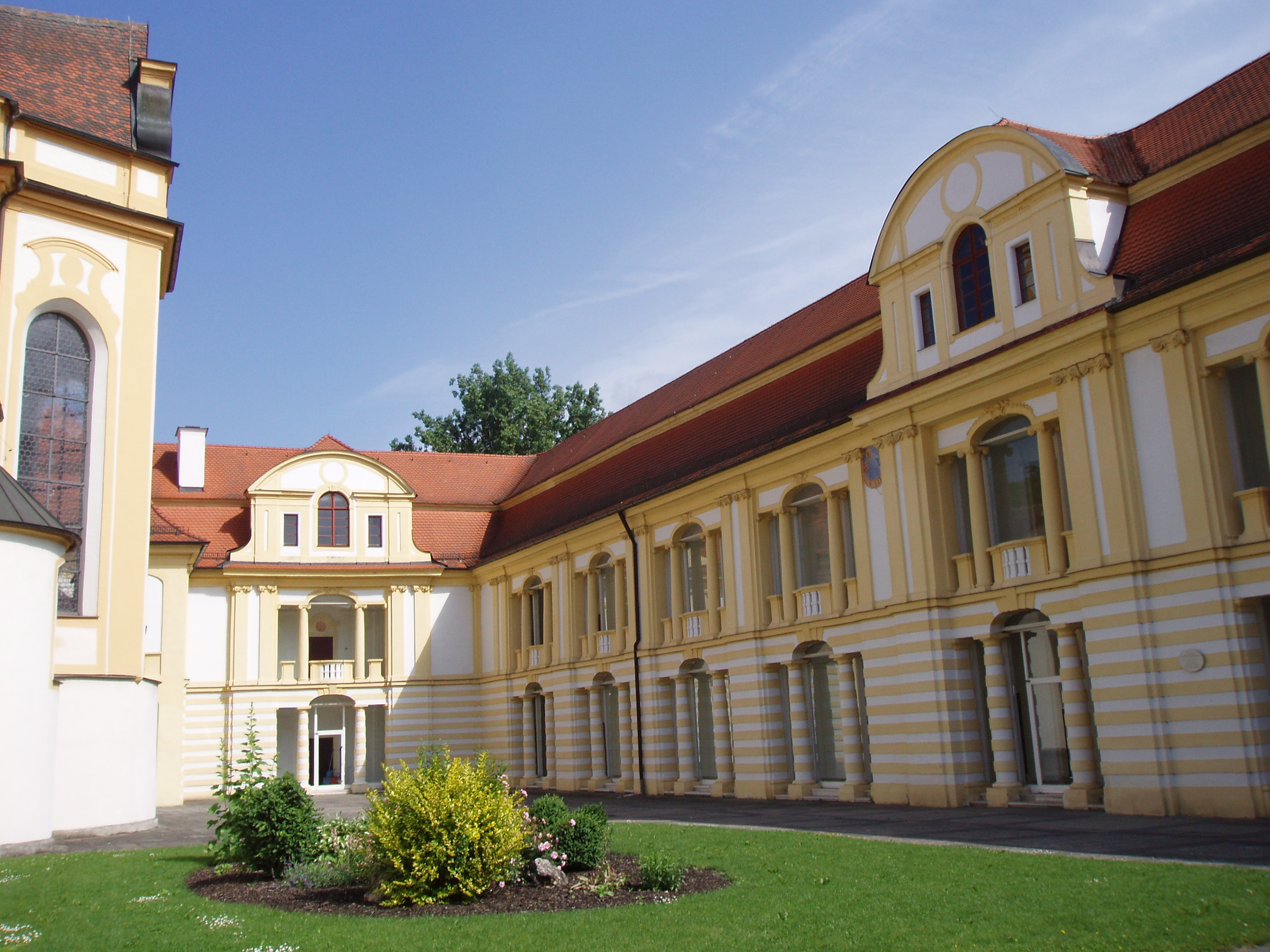
Der barocke „Gabrieli-Hof“ des Augustiner-Chorherrenstiftes Eichstätt

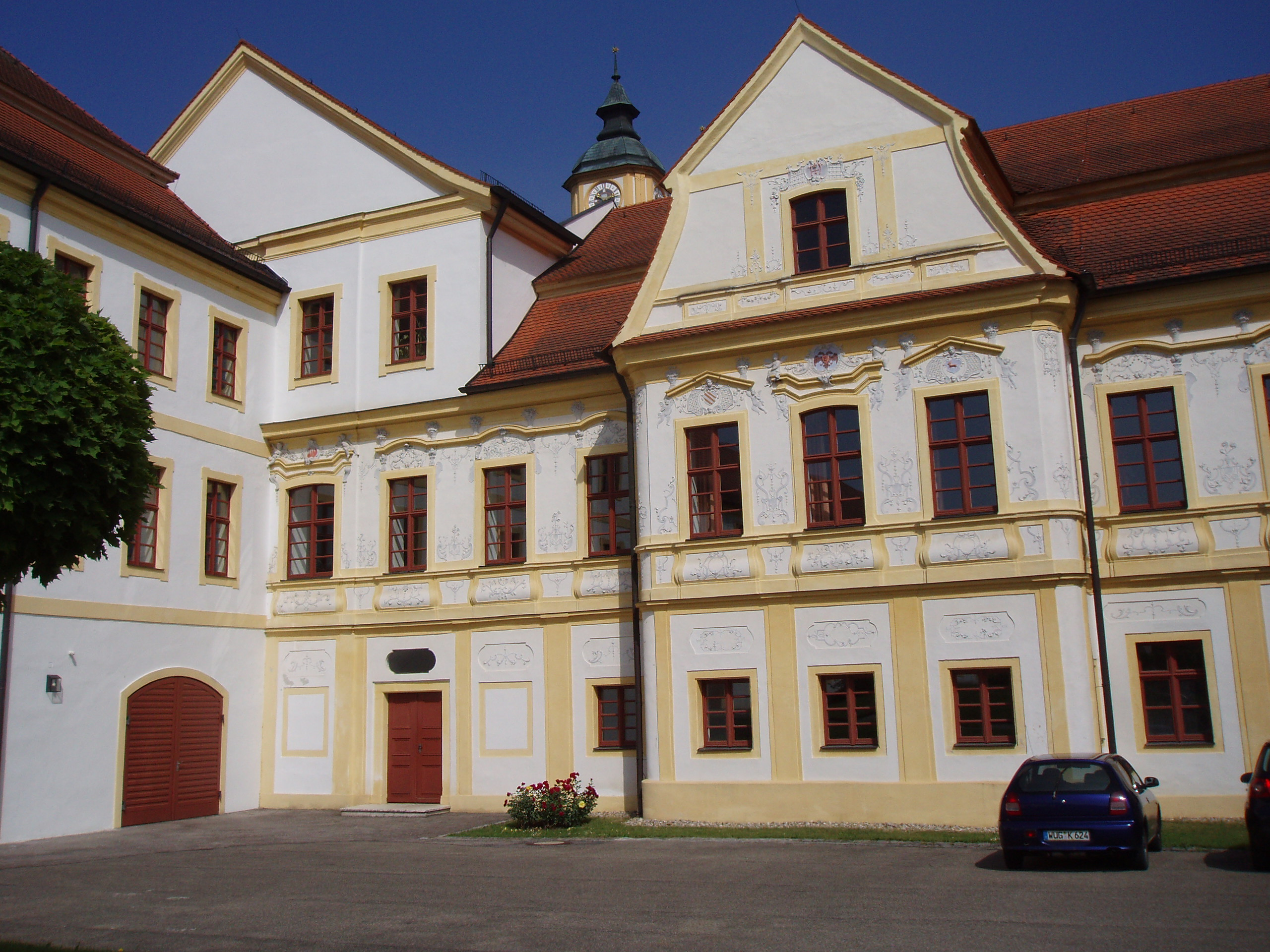
Die Prälatur des Rebdorfer Klosters mit ihrer Rokokofassade

### Kloster der Augustiner-Chorherren
Rebdorf an der Altmühl tauchte erstmals 1055 in einer Urkunde auf. 1063 wurde im Dorf eine Kirche geweiht. König Friedrich Barbarossa übergab 1153 das Reichsdorf dem Eichstätter Bischof Konrad I. von Morsbach. Dieser gründete um 1156 das St. Johannes Baptist geweihte Kloster als Augustiner-Chorherren-Stift. Bischof Konrad von Eichstätt (1162–1168) beschenkte das Stift reich mit Gütern, nach vorübergehendem Entzug durch den Electus Egilolf wurden diese dem Stift auf der Eichstätter Diözesansynode von 1186 durch Bischof Otto wieder zuerkannt. Das Kloster nahm eine gute geistige und wirtschaftliche Entwicklung. 1239 hatte das Stift in 47 Hochstiftsorten Besitzungen. Am 4. März 1305 stirbt mit Gebhard VII. der letzte Graf von Hirschberg und wird in der Kirche des Stiftes beigesetzt. Im Juni 1307 inkorporierte Bischof Philipp von Eichstätt dem Kloster und dessen Konvent die vier Pfarreien Kottingwörth, Oening (heute eingem. n. Berching), Aha und Dornhausen, deren Patronatsrechte Graf Gebhard VII. von Hirschberg dem Propst Konrad und dessen Konvent  im September 1296 geschenkt hatte.
Reformbedürftig geworden, schloss sich das Stift nach vielen Widerständen 1458 der Windesheimer Kongregation an. Laut der Kirschgartener Chronik (um 1500) von Prior Johannes Heydekyn von Sonsbeck, forderte der Bischof von Eichstätt damals Chorherren aus dem Kloster Kirschgarten (Worms) an, um Rebdorf zu reformieren. Kloster Rebdorf erlangte im Humanismus mit den Prioren Hieronymus Rotenpeck und Kilian Leib eine bedeutende Stellung. Die Chorherren betreuten auch das benachbarte, 1460 gegründete Augustiner-Chorfrauenstift Marienstein.
Im Dreißigjährigen Krieg trug die Klosteranlage schwere Schäden davon. Der Wiederaufbau erfolgte im 18. Jahrhundert. 1732 wurde die romanische Klosterkirche St. Johannes der Täufer im Barockstil umgebaut, und der fürstliche Eichstätter Baudirektor Gabriel de Gabrieli errichtete neue Konventsgebäude, die zur Altmühl hin eine 183 Meter lange schlossartige Fassade bilden. An den mittelalterlichen Kreuzgang schließt sich seitdem das alte Refektorium mit gutem Barockstuck an. In der ehemaligen Prälatur mit ihrer repräsentativen Rokokofassade (um 1730) ist ein stuck- und freskengeschmückter Festsaal von 1731. Hinter der Klosterkirche entstand mit schönen Arkaden der sogenannte Gabrielihof.

### Nach der Säkularisation
Das Kloster wurde am 6. August 1806 im Zuge der Säkularisation aufgelöst. Zu diesem Zeitpunkt umfasste der Besitz unter anderem 191 Tagwerk Wiesen, 533 Tagwerk Äcker und 2.040 Tagwerk Wald. Die Klosterkirche wurde profaniert – was später wieder rückgängig gemacht wurde – und die Einrichtung an andere Orte verbracht; Altäre wurden beispielsweise nach Hausen und Rögling verkauft. Die Besitzverhältnisse wechselten nach der Säkularisation mehrmals. 1824 erwarb Herzog von Leuchtenberg Auguste de Beauharnais die Gebäude. 1855 übernahm der bayerische Staat die Klostergebäude und richtete hier 1857 ein Arbeitshaus ein. Bis 1859 war diese Arbeitsanstalt der Zwangsarbeitsanstalt in Kaisheim unterstellt. 1923 waren in Rebdorf 480 Gefangene verwahrt.
Am 21. Mai 1945 wurde das Arbeitshaus Rebdorf von der amerikanischen Militärregierung beschlagnahmt. Diese richteten ein Flüchtlingslager, vor allem für Litauer ein. Während dieser Zeit verfiel das Gebäude immer mehr. Flüchtlinge verschleppten große Teile der Einrichtung. Die litauischen Flüchtlinge gründeten im Lager unter anderem ein Litauisches Gymnasium. Auch der spätere litauische Präsident Valdas Adamkus machte dort 1946 sein Abitur.
1949 wurde das Gebäude von der Militärregierung wieder an den Freistaat Bayern zurückgegeben. 1951 wurde im Kloster Rebdorf die I. Abteilung der Bayerischen Bereitschaftspolizei eingerichtet. Die Bereitschaftspolizei blieb bis 1956 in Rebdorf
Während der ganzen Zeit war Rebdorf auch weiterhin Arbeitshaus.

### Wieder Kloster, mit Schule

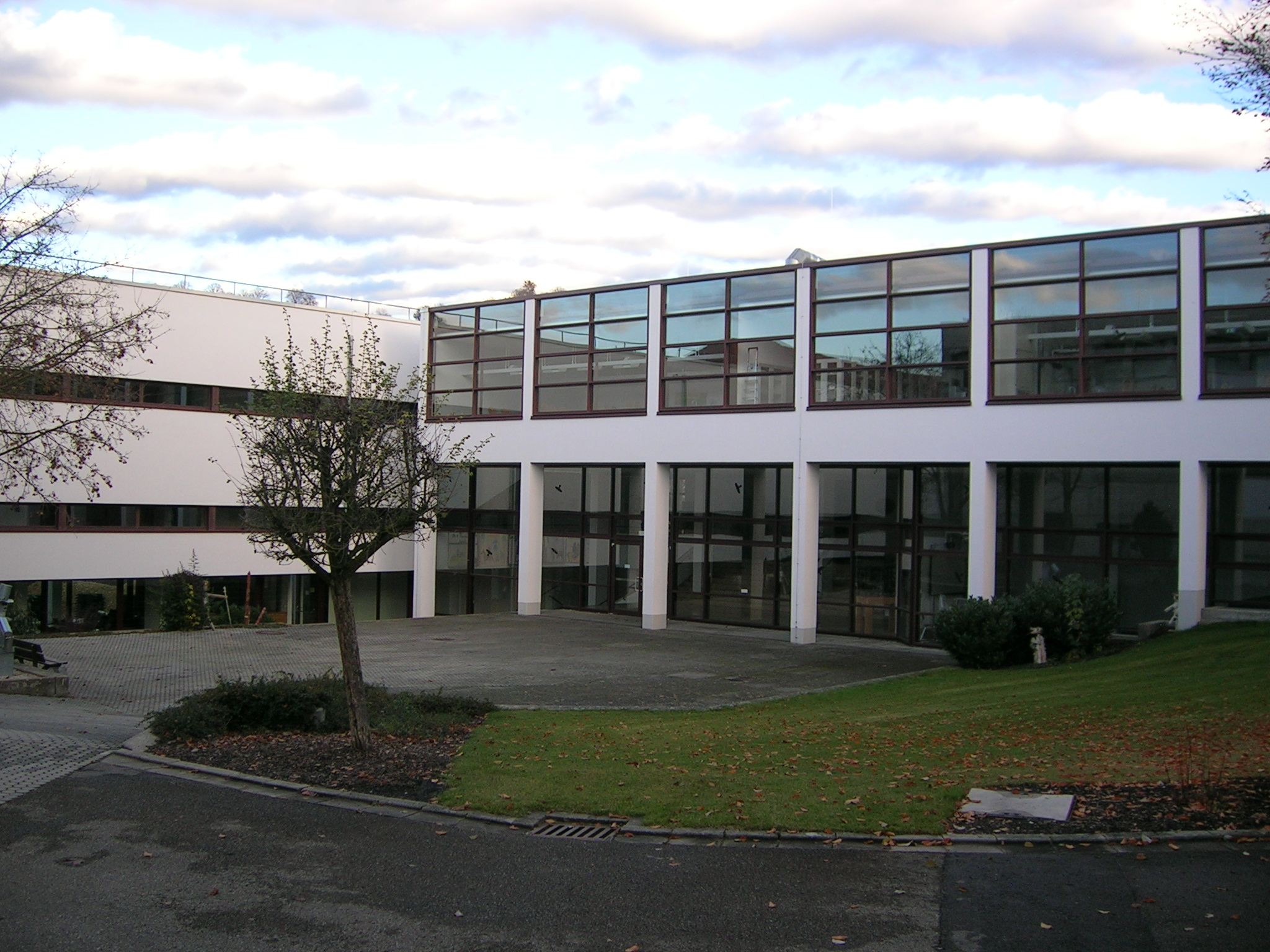
Schulerweiterung von Franz Kießling

Dies blieb bis 1958 so, als die Kongregation der Herz-Jesu-Missionare die Anlage kaufte. Im Kloster leben noch heute [Stand: 2023] drei Brüder. Zwischen 1959 und 1963 restaurierte der Münchner Architekt Franz Kießling das Kloster und die Kirche.
1959 wurde eine Knaben-Realschule mit Internat eingerichtet. 1977 erweiterte Franz Kießling die Schule durch einen Erweiterungsbau im östlichen Teil des Areals. 1990 übernahm das Bistum Eichstätt die Trägerschaft der Schule und kaufte 2003 dem Orden die Anlage ab. Das Internat wurde noch bis 2007 betrieben. 2013 wurde eine neue Mensa im Innenhof errichtet. 2014 zog die Maria-Ward-Realschule vom Eichstätter Residenzplatz nach Rebdorf und bildet seither mit der Knabenrealschule Rebdorf ein Schulzentrum. 2017 wurde eine neue Dreifach-Turnhalle nach Plänen des Diözesanbaumeister Richard Breitenhuber eingeweiht. In den Jahren zwischen 2012 und 2016 wurden die Freiräume nach Plänen des Ingolstädter Landschaftsarchitekten Wolfgang Weinzierl neu gestaltet.
Im März 2023 kündigte die Diözese Eichstätt an, dass sie sich von der Trägerschaft der Realschulen in Rebdorf trennen will.
Zwischen dem ehemaligen Kloster und dem Fuße des östlichen Altmühlhangs verläuft über die Wiesen ein historischer Hochwassersteg. Dort verläuft seit 1885 auch die Stichbahn zwischen Eichstätt-Bahnhof und Eichstätt-Stadt, die erst 1932 auf Normalspur umgestellt wurde.

### Bekannte Stiftsmitglieder
Bekannte Stiftsmitglieder waren:
- Propst Silvester von Passau (reg. 1448–1454), der „Meditationes de Passione Christi“ (Meditationen vom Leiden Christi) schrieb,
- Kilian Leib (* 1471; † 1553), ab 1503 Prior, der mit den bedeutendsten Gelehrten des Humanismus in Verbindung stand und mehrere Schriften und ein Tagebuch (1513–1531) verfasste – wegen der exakten Wetterbeobachtungen ein wichtiges meteorologisches Dokument,
- Maximilian Münch (* 1743; † 1791), Verfasser historischer Schriften,
- Michael Stein (* 1747; † 1779), Verfasser historischer Schriften, Mitglied der Bayerischen Akademie der Wissenschaften,
- Propst Erhard Räm (reg. 1711–1732), der die barocke Umgestaltung in Auftrag gab,
- Hieronymus Rotenpeck († 1773), von den Zeitgenossen als zweiter Cicero gerühmt, der u. a. eine lateinische Metrik schrieb,
- Andreas Strauß (* 1751; † 1805), Kloster-Bibliothekar und Verfasser mehrere Werke, die für Lokalhistoriker und Geographen Bedeutung erlangten.

## Ehemalige Klosterbibliothek

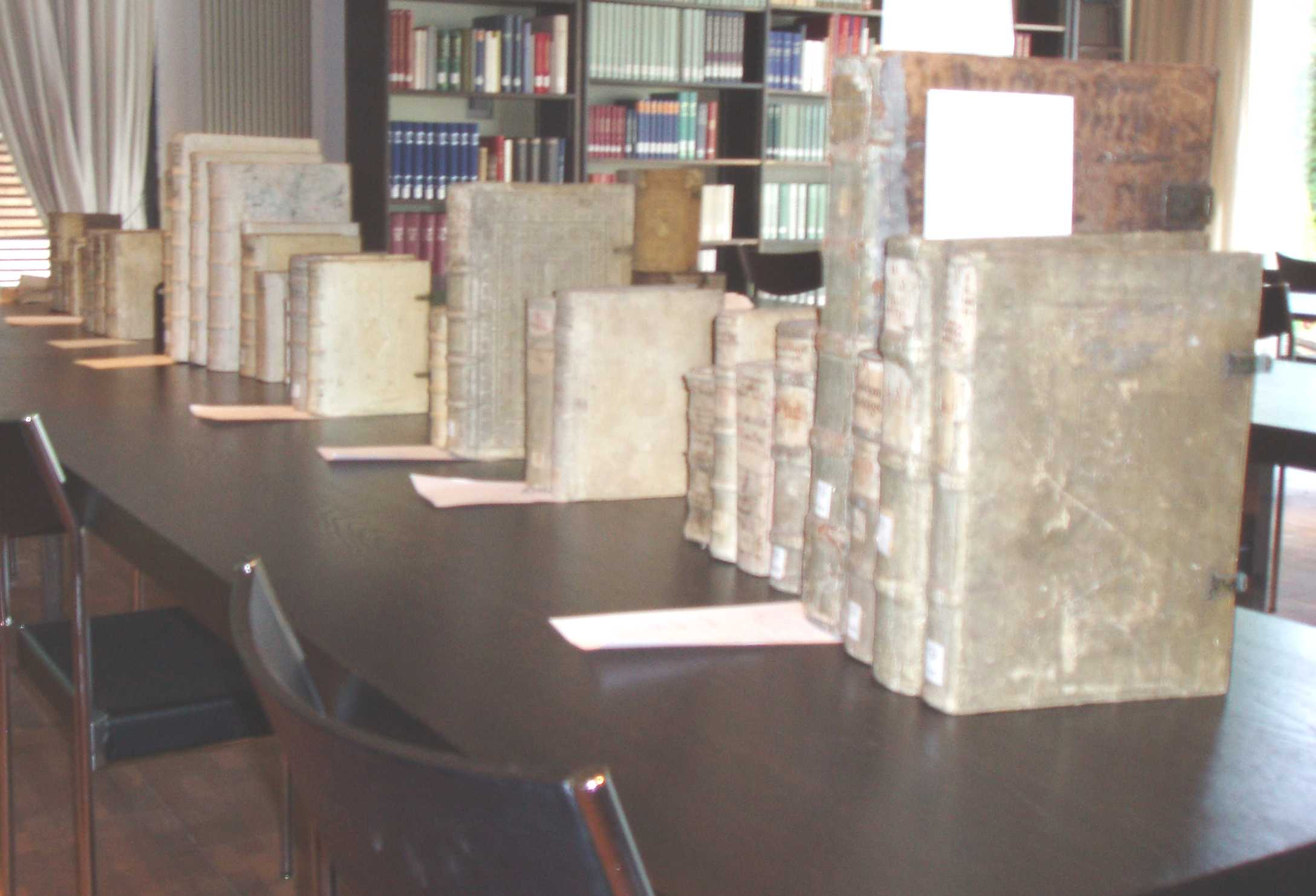
Bücher aus der Rebdorfer Stiftsbibliothek in der Universitätsbibliothek Eichstätt

Weltweit berühmt ist Rebdorf für seine ehemalige Klosterbibliothek. Sie galt als eine der bedeutendsten geistlichen Bibliotheken in Deutschland. In den Reformbestrebungen des 15. Jahrhunderts, bei denen es um eine Erneuerung des geistlichen und geistigen Lebens ging, war Rebdorf Teil eines Netzwerks von Klöstern, die wichtige Werke der mystisch-aszetischen Literatur abschrieben und dann auch selbst zur Abschrift weiterverliehen. Handschriftenbeziehungen verweisen u. a. auf die Reformklöster Pillenreuth und Tegernsee, beispielsweise in der Tradierung wichtiger Tauler-Texte. Unter dem Prior Kilian Leib wurden dann im 16. Jahrhundert die Bibliotheksbestände besonders in Hinblick auf humanistische Interessen erweitert. Auch in der Folgezeit wurde die Bibliothek weiter ausgebaut und bot die Voraussetzung für zahlreiche gelehrte Studien. Der Bibliophile Lothar Franz von Schönborn ließ sich zahlreiche Missale und Stundenbücher eintauschen. Um 1800 umfasste sie noch 30 000 Bände und fast 800 Handschriften, zahlreiche Inkunabeln und eine Gutenberg-Bibel. Das Ende der Bibliothek kam mit der Säkularisation im Jahre 1806; zuvor war die Bibliothek schon im Sommer 1800 im Verlauf der Koalitionskriege durch die französische Armee unter General Dominique Joba (1759–1809) geplündert worden. Die Bestände, soweit gerettet, sind heute über Europa und die USA verstreut. Restbestände kamen über die Königliche Bibliothek Eichstätt in die Hofgartenbibliothek.

## Klosterkirche „St. Johannes der Täufer“

### Bau

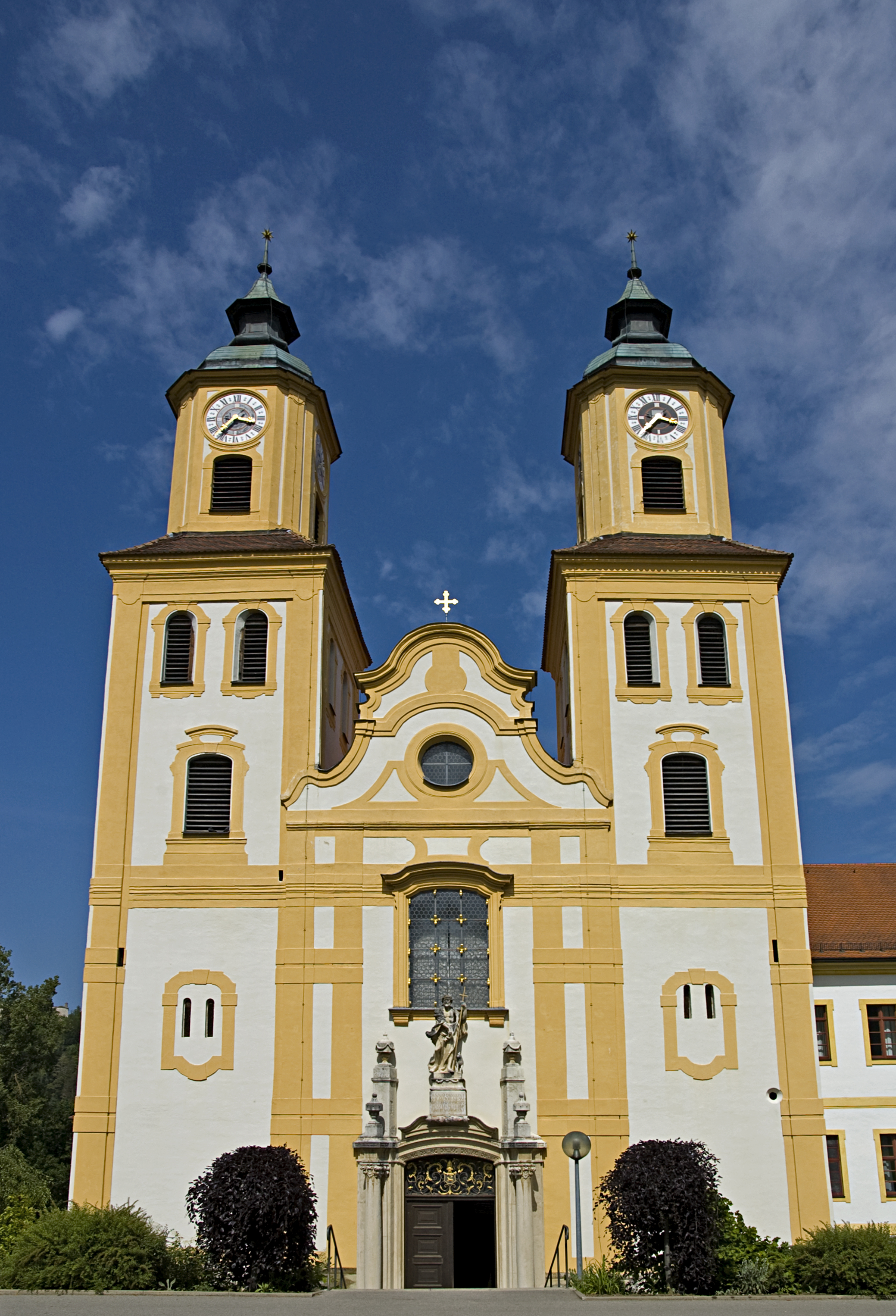
Türme und Westfassade der Kirche St. Johannes

Mit dem Bau der Kirche wurde in der 2. Hälfte des 12. Jahrhunderts begonnen.
Die Türme stammen in unteren Teilen aus der 1. Hälfte des 13. Jahrhunderts; ihre Abschlüsse wurden im 15. Jahrhundert verändert und im 18. Jahrhundert barock umgestaltet. Die Barockisierung der Kirche führte Matthias Seybold 1732–1734 durch.
Die 1806 säkularisierte Kirche verkam, bis sie 1855 als Anstaltskirche des damaligen Arbeitshauses Verwendung fand. In dieser Eigenschaft verblieb sie bis 1958, als die Herz-Jesu-Missionare sie zu ihrer Klosterkirche machten und gleichzeitig als Kirche für die Kuratie Eichstätt-Rebdorf nutzen. 1961–1963 wurde sie vom Bayerischen Landesamt für Denkmalpflege restauriert. 2007–2009 erfolgte eine Renovierung der Dächer und des Dachstuhles, danach schloss sich von 2010/11 bis Oktober 2013 eine erneute Innenrenovierung mit Altarbereichsumgestaltung an. Die Kirche konnte am Christkönigssonntag, den 24. November 2013 wieder ihrer Bestimmung übergeben werden.

### Heutiges Erscheinungsbild
Bei der Innenrenovierung in den Jahren 2010 bis 2013 wurde gesteigerter Wert darauf gelegt, die Wand- und Deckengemälde sowie den Stuck wieder in den Ursprungszustand der Barockisierung von 1732 bis 1734 zu versetzen. Die Farben an Wand und Decke wurden bei der Renovierung in den Jahren 1961 übermalt und erst 2012 wieder freigelegt. Sie stellen die wertvollen Originalfarben der Barockisierung von 1732 bis 1734 dar. Die Fresken malte in der gleichen Zeit Joseph Dietrich, sie wurden ebenfalls einer gründlichen Restaurierung unterzogen. Die zentrale Figurengruppe im Hochaltar stellt eine Kreuzigungsgruppe von Andreas Frosch aus dem Jahre 1519 dar, sie ist eine Leihgabe aus Donauwörth. Eine spätgotische Madonnenfigur dient als Mittelpunkt des linken Seitenaltares. Über die gesamte Kirche verteilt findet man Grabsteine, die bis in das 15. Jahrhundert zurückreichen und an verschiedene, mit dem Kloster verbundene Personen erinnern.
Die Kirche ist Pfarrkirche der Pfarrei St. Johannes (Rebdorf). Die Pfarrei umfasste 2003 in Rebdorf selber 787 Katholiken, mit Marienstein, Wasserzell, Blumenberg (Eichstätt) und dem Kinderdorf Marienstein insgesamt 1801 Katholiken.

## Orgel

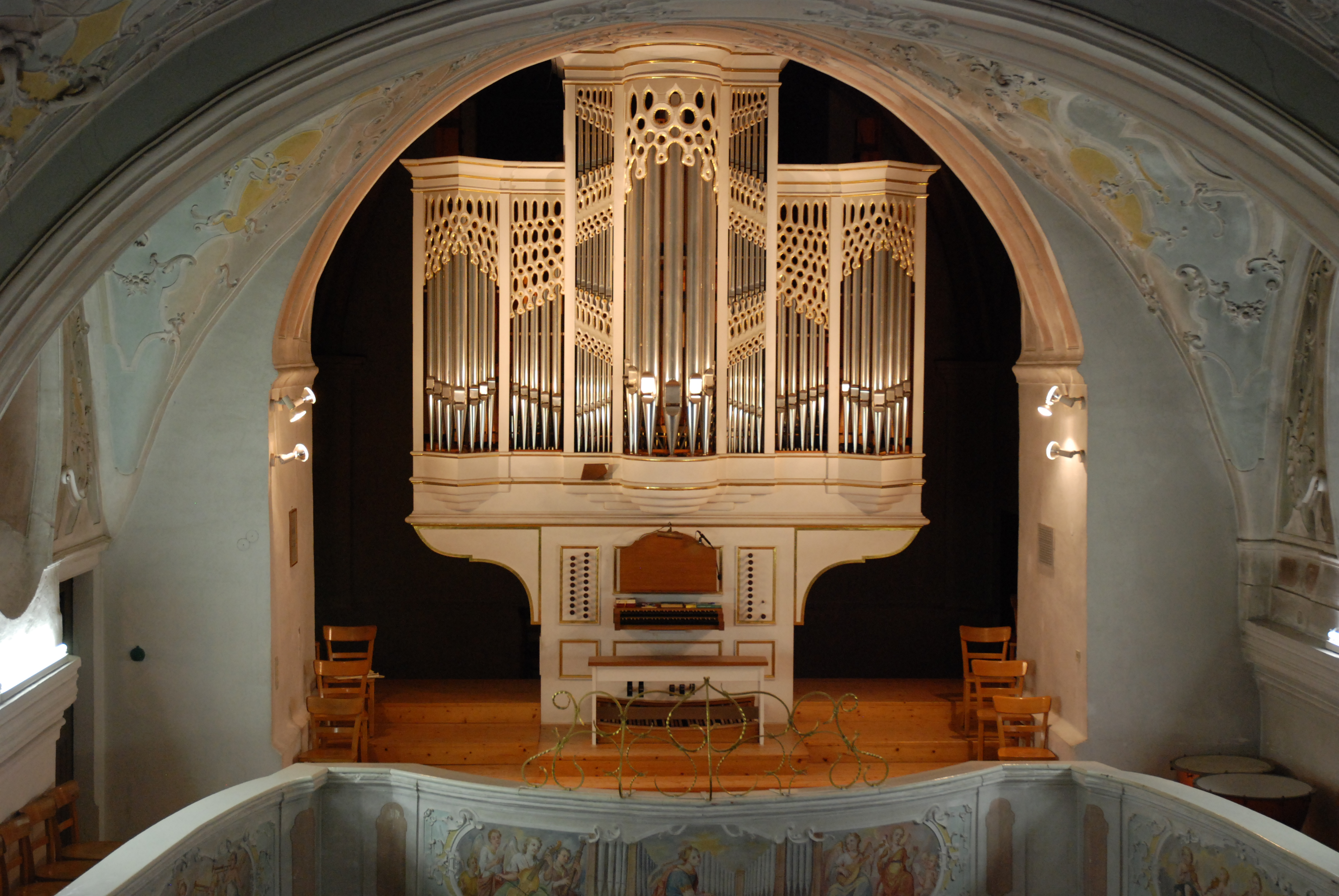
Sandtner-Orgel

Die Orgel wurde 1979 von der Orgelbaufirma Sandtner erbaut. Sie besitzt zwei Manuale und Pedal.
| I Hauptwerk C–g3 |       |
| Principal        | 8′    |
| Octav            | 4′    |
| Quinte           | 2 ⁄3′ |
| Octav            | 2′    |
| Mixtur III       |       |
| Pommer           | 16′   |
| Rohrgedackt      | 8′    |
| Blockflöte       | 4′    |
| Trompete         | 8′    |

| II Oberwerk C–g3 |       |
| Rohrflöte        | 8'    |
| Principal        | 4′    |
| Feldpfeife       | 2′    |
| Sifflöte         | 1 ⁄3′ |
| Sesquialter II   |       |
| Scharff IV       |       |
| Quintade         | 8′    |
| Schalmey         | 8′    |
| Dulcian          | 16′   |
| Tremulant        |       |

| Pedal C–f1    |       |
| Subbass       | 16′   |
| Gedackt       | 8′    |
| Principalbass | 16′   |
| Octave        | 8′    |
| Octave        | 4′    |
| Mixtur III    | 2 ⁄3′ |
| Posaune       | 16′   |

- Koppeln: I/P, II/P, II/I.
- Spielhilfen: Organo-Pleno.

## Glocken
| Nr. | Name               | Gussjahr | Gießer                                | Gewicht (kg) | Nominal (HT-1/16) | Turm |
| --- | ------------------ | -------- | ------------------------------------- | ------------ | ----------------- | ---- |
| 1   | Herz-Jesu          | 1989     | Karlsruher Glocken- und Kunstgießerei | 1.724        | es1               | Nord |
| 2   | Augustinus         | 1989     | Karlsruher Glocken- und Kunstgießerei | 982          | ges1              | Nord |
| 3   | Märtyrer           | 1989     | Karlsruher Glocken- und Kunstgießerei | 706          | as1               | Nord |
| 4   | Wohltäter          | 1989     | Karlsruher Glocken- und Kunstgießerei | 495          | b1                | Nord |
| 5   | Peter und Paul     | 1504     | unbekannt (Leihglocke)                | 354          | c2                | Süd  |
| 6   | Marien             | 1954     | Karl Chudnochowsky, Erding            | 193          | es2               | Süd  |
| 7   | Johannes d. Täufer | 1954     | Karl Chudnochowsky, Erding            | 193          | f2                | Süd  |